# مقاطعة كيتيتاس (واشنطن)
مقاطعة كيتيتاس (بالإنجليزية: Kittitas County)‏ هي إحدى مقاطعات ولاية واشنطن في الولايات المتحدة الأمريكية.

## أعلام
- رايموند سيسيل مور
- سكوت وايت
- مورغان شميت